# Posti
Posti är en by (estniska: küla) i Haanja kommun i landskapet Võrumaa i sydöstra Estland. Byn ligger nära gränsen till Lettland.
I kyrkligt hänseende hör byn till Rõuge församling inom den Estniska evangelisk-lutherska kyrkan.
Vid folkräkningen 2011 räknades byn som obebodd.